# Jamui (huyện)
Huyện Jamui là một huyện thuộc bang Bihar, Ấn Độ. Thủ phủ huyện Jamui đóng ở Jamui. Huyện Jamui có diện tích 3099 ki lô mét vuông. Đến thời điểm năm 2001, huyện Jamui có dân số 1397474 người.